# Krankenhäuser brennen nicht
Krankenhäuser brennen nicht, englischer Originaltitel Hospitals don't burn down, ist ein Ausbildungsfilm zum Thema Brandschutz.
Der Film wurde im Jahr 1977 von der Firma Film Australia in Australien produziert und wird von Pyramid Media mit Sitz in Santa Monica, Kalifornien (USA) vertrieben. Die Länge beträgt 24 Minuten. Eine Version mit deutscher Vertonung ist bei entsprechenden Institutionen wie der Akademie für Krisenmanagement, Notfallplanung und Zivilschutz (AKNZ) sowie der Fachinformationsstelle des Bundesamtes für Bevölkerungsschutz und Katastrophenhilfe (BBK) verfügbar. Ziel des Films ist die Ausbildung und Sensibilisierung des Personals von Krankenhäusern insbesondere im Hinblick auf den vorbeugenden Brandschutz und die richtige Reaktion im Ernstfall. Er wird jedoch auch bei der Ausbildung von Hilfskräften im Bereich Feuerwehr und Katastrophenschutz genutzt, um psychologische Aspekte bei einer Katastrophensituation zu verdeutlichen.

## Handlung des Films
Der Film zeigt in teilweise dramatischen und sehr realistischen Szenen, wie sich durch eine Verkettung von Fahrlässigkeit, Unachtsamkeit, ungenügender Vorbereitung und Ausbildung, Sorglosigkeit, Unwissen, Fehlentscheidungen und Panikreaktionen aus einem vergleichsweise harmlosen Schwelbrand ein Großbrand in einem mehrstöckigen Krankenhaus entwickelt.
Zu Beginn des Films sieht man einen Patienten namens Hilton, der abends von einer Krankenschwester beim Rauchen unter der Bettdecke angetroffen wird. Sie fordert ihn auf, die Zigarette auszumachen. Wenig später sieht man Hilton erneut beim Rauchen auf dem Flur. Als er befürchtet, erneut erwischt zu werden, wirft er die brennende Zigarette in einen Schacht, der für den Transport der Wäsche in die Wäscherei im Kellergeschoss genutzt wird. Die Zigarette fällt am Ende des Schachts auf Zeitungspapier. Damit entsteht um ca. 22:35 Uhr der Brand.
Nachdem das Zeitungspapier langsam zu brennen beginnt, greift das Feuer auf sich in der Nähe befindliche Wäsche und anderes leicht entzündliches Material über. Um 1:45 Uhr wird durch den Feuermelder Alarm ausgelöst und die Feuerwehr alarmiert. Zu diesem Zeitpunkt handelt es sich noch immer um einen vergleichsweise harmlosen Brand. Eine Minute später entdeckt eine Schwesternschülerin Rauch, der aus dem Wäscheschacht dringt, und öffnet diesen. Dadurch gelangt Luft an den bisher schwelenden Brand, der schlagartig an Intensität zunimmt. Die Flammen schlagen aus der Öffnung des Wäscheschachts, die Schwesternschülerin kommt dabei ums Leben. Der Brand breitet sich anschließend rasch im achten und neunten Stockwerk des Krankenhauses sowie im Kellergeschoss aus.
Im weiteren Verlauf kommt es zu weiteren Todesopfern durch Rauchvergiftungen sowie falsche Entscheidungen bei der Evakuierung der Klinik. Das Feuer greift auf das Treppenhaus und auf die anderen Stockwerke über, begünstigt durch nicht fachgerechte Lagerung von leicht brennbaren Materialien sowieso nicht ausreichend vorhandene bzw. schwer zugängliche Brandschutzmittel wie Feuerlöscher. Notausgänge sind teilweise versperrt oder zugestellt und somit unzugänglich. Der Feuerwehr gelingt es durch die chaotischen Umstände größtenteils nicht, das Feuer unter Kontrolle zu bringen oder die Patienten und das Personal koordiniert zu retten.
Um 2:16 Uhr, 31 Minuten nach dem Feueralarm, sind etwa 100 Feuerwehrleute von zwölf Feuerwehren im Einsatz. Durch einen Hintergrundkommentator am Ende des Films erfahren die Zuschauer, dass das Feuer weitere sechs Stunden brennen wird. Es endet mit neun Todesopfern und einem völlig ausgebrannten Gebäude in einer Katastrophe und widerlegt damit den im Titel des Films zum Ausdruck kommenden Glauben, dass Krankenhäuser nicht abbrennen könnten.